# Сељаци (роман)
Сељаци (пољ. Chłopi) је роман добитника Нобелове награде, пољског писца Владислава Рејмонта, у четири дела, написан између 1904. и 1909. године. Почео је да га пише 1897. године, али је због железничке несреће и здравствених проблема било потребно седам година да га заврши. Први делови приче објављени су у недељнику Tygodnik Illustrowany.

## Опис
Сваки од четири дела представља годишње доба у животу сељака – јесен (објављено 1904), зима (објављено 1904), пролеће (објављено 1906) и лето (објављено 1909). Ова подела подвлачи однос људског живота са природом.

## Анализа
Рејмонт је одлучио да пише о сељачком животу због историјских догађаја који су се одиграли у пољским селима почетком 20. века. На заплет романа значајан утицај има и чињеница да је аутор одгајан на селу.
У Сељацима, Рејмонт је створио потпунију и сугестивнију слику сеоског живота од било ког другог пољског писца. Роман импресионира читаоца својом аутентичношћу материјалне стварности, обичаја, понашања и духовне културе народа. Још је аутентичнији по томе што је написан на локалном ловичком дијалекту. Не само да је Рејмонт користио дијалект у дијалозима већ и у приповедању, стварајући својеврсни универзални језик пољских сељака. Захваљујући томе, он боље од било ког другог аутора представља живописну стварност „говорне“ културе народа. Радњу романа поставио је у Липце, право село које је упознао током рада на железници код Скјерњевице, а време догађаја ограничио је на десет месеци у неодређено „сада“ деветнаестог века. 
Композиција романа се одликује строгом једноставношћу и функционалношћу. Наслови различитих томова сигнализирају тетралогију у једном вегетационом циклусу, која регулише вечни и поновљиви ритам сеоског живота. Паралелно са тим ритмом иде календар вере и обичаја, такође поновљиви. У таквим границама Рејмонт је поставио живописну сеоску заједницу са оштро нацртаним појединачним портретима. Репертоар људског искуства и богатство духовног живота, који се може поредити са репертоаром библијских књига и грчких митова, нема доктринарних идеја или дидактичких примера. Аутор Сељака не верује у доктрине, већ у своје познавање живота, менталитет описаних људи и осећај за стварност. Лако је указати на моменте натурализма (нпр. неке еротске елементе) или на илустративне мотиве карактеристичне за симболизам. Једнако је лако доказати реалистичке вредности романа. Међутим, ниједан од „изама“ не би био довољан да га опише.
Роман је преведен на најмање 27 језика. На енглески га је превео Мајкл Хенри Дзијевицки 1924. и 1925. године.

## Главни ликови
- Мацеј Борина – најбогатији човек у селу и главни лик романа.
- Антек Борина – Мацејев син, супруг Ханке
- Ханка Борина – Антекова супруга и мајка троје деце
- Јагна – прелепа 19-годишња девојка и главни женски лик романа.

## Главне теме и догађаји
- Сукоб Антека и његовог оца који је повезан са комадом земље и прелепом женом – Јагном.
- Ханкина борба да спасе свој брак и породицу.
- Потресна прича о фармеру – Јакубу.
- Страствена и бурна љубав између Антека и Јагне.

## Обичаји и традиција
Сељаци се не баве само свакодневним животом људи, већ и традицијама везаним за најважније пољске светковине. 
1. Традиције везане за венчање и брак:
- припрема за венчање и само венчање
- декорација плесне сале
- шишање невестине косе (симбол почетка новог живота)
- први плес током венчања посвећен невести
- свадбене игре итд.

2. Традиције везане за Божић:
- печење колача, кување божићних јела
- продаја светих нафора од стране певача божићних песама
- Божићна вечера
- одлазак у цркву на поноћну мису

3. Традиције везане за Ускрс:
- фарбање јаја
- “мокри понедељак”

4. Традиције повезане са свакодневни живот:
- кисељење купуса
- предење вуне

## Уметнички покрети укључени у роман
Импресионизам - стил у сликарству који се развио у Француској крајем 19. века који користи боје да прикаже ефекте светлости на ствари и да сугерише атмосферу уместо да приказује тачне детаље. У књизи можемо пронаћи импресионизам у описима природе.Натурализам - стил уметности или писања који приказује људе, ствари и искуства онаквима какви заиста јесу. У књизи се натурализам користи за представљање свакодневног живота. Најпознатији фрагмент књиге када је приказан натурализам је када Јакуб, фармер – сече ногу.Реализам – стил у уметности или књижевности који приказује ствари и људе онаквима какви јесу у стварном животу (детаљни описи природе, традиције, свакодневног живота и хероја).Симболизам - употреба симбола за представљање идеја, посебно у уметности и књижевности (сцена Мацејеве смрти, која симболизује чврст однос између људи и природе).

## Енглески преводи
Роман је први превео на енглески Мајкл Хенри Дзијевицки и објављен је 1924. године.
Нови превод на енглески, од Ане Заранко, требало би да буде објављен у новембру 2022. 

## Филмске и телевизијске адаптације
По роману Сељаци (режија Е. Модзелевски) снимљен је филм 1922. године, као и телевизијска мини-серија 1972. (режија Ј. Рибковски).
Најављено је да ће анимирани филм базиран на роману бити објављен 2022. године. Филм је режирала Дорота Кобијела и, као и њен претходни филм С љубављу, Винсент, филм је у потпуности ротоскопиран сликама. 